# Gabriel Gaté
Pour les articles homonymes, voir Gaté.
Gabriel Gaté, né à Beaupréau (Maine-et-Loire) en 1955, est un chef cuisinier auteur de livres de cuisine, vivant en Australie. Il est apparu dans plusieurs émissions de télévision australiennes.

## Biographie

### Jeunesse et débuts
Gabriel Gaté est né à Beaupréau. Sa grand-mère lui a appris à cuisiner. Il fait son apprentissage sous la tutelle du maître cuisinier Albert Augereau au restaurant Jeanne de Laval aux Rosiers-sur-Loire. Il a par la suite travaillé à Paris au restaurant Prunier, au Berkeley, un hôtel à Londres, au Royaume-Uni.
Il a rencontré sa femme australienne Angie alors qu'elle étudiait à la Sorbonne. Le couple a déménagé en Australie en 1977.

### Vie en Australie
Gaté est arrivé en Australie en 1977 avec sa femme née à Melbourne et s'est depuis imposé comme un chef populaire dans cette ville.
En tant que présentateur d'émissions de cuisine moderne, les émissions de Gabriel incluent : Fun in the Kitchen (Chaîne 7) ; The Good Food Show (ABC) et What's Cooking ? (Chaîne 9).
Il a présenté des recettes de cuisine sur de nombreux programmes de style de vie dont Taste Le Tour (SBS Television, dans le cadre de la couverture du Tour de France) Good Morning Australia avec Bert Newton (Channel 10), Everybody (ABC Television) et Body and Soul (Canal 9). Gabriel remporte un World Food Media Silver Award à Adélaïde en 1999 pour la meilleure recette de cuisine dans une émission de télévision. Il a également appris aux enfants à cuisiner dans une émission de Channel 31/Digital 44 Melbourne et Geelong (C31 Melbourne) intitulée Kidz in the Kitchen.
En 1988, Gaté accueille[Quoi ?] la série de cuisine produite par le Commonwealth Scientific and Industrial Research Organisation (CSIRO) The Good Food Show qui a été projetée sur Australian Broadcasting Corporation (ABC).

## Publications
Gabriel Gaté est l'auteur de vingt-trois livres de cuisine,. Tous ont été des best-sellers nationaux, plusieurs ont remporté des prix internationaux pour un total de plus de 1 100 000 exemplaires vendus. Son premier livre est French Cuisine for Australians ; son deuxième, Family Food, est publié par Anne O'Donovan en association avec l'Anti-Cancer Council of Victoria, tout comme ses deux livres suivants, Smart Food et Good Food Fast. Les trois livres se sont vendus ensemble à 500 000 exemplaires.
Les trois livres de cuisine suivants — Favorite Fast Recipes, Television Recipes et Great Cakes and Desserts — ont été vendus à plus de 700 000 exemplaires.

## Distinctions
- Chevalier de l'ordre du Mérite agricole le 30 juillet 1999[7] ;
- Officier de l'ordre du Mérite agricole le 27 mai 2024[7].

Depuis 2001, Gaté est sélectionné chaque année par le ministère du Premier ministre de Victoria comme ambassadeur pour les célébrations de la Journée de l'Australie.